# زيزفون منغولي
الزيزفون المُنغولي أو الجير المنغولي هي شجرة موطنها جبال شمال الصين ، تنمو على ارتفاعات تُراوح من 1200 إلى 2200 م. 